# Pterogastra minor
Pterogastra minor är en tvåhjärtbladig växtart som beskrevs av Charles Victor Naudin. Pterogastra minor ingår i släktet Pterogastra och familjen Melastomataceae. Inga underarter finns listade i Catalogue of Life.